# Willem van Hanegem
Willem van Hanegem (ur. 20 lutego 1944 w Breskens) – holenderski piłkarz, grający na pozycji rozgrywającego, oraz trener piłkarski. Z reprezentacją Holandii, w której barwach rozegrał 52 mecze, zdobył wicemistrzostwo świata w 1974 roku oraz brązowy medal mistrzostw Europy w 1976 roku. Łącznie przez dziesięć lat był zawodnikiem Feyenoordu. Trzykrotnie triumfował z nim w rozgrywkach o mistrzostwo kraju i raz w Pucharze Mistrzów i w Pucharze UEFA. Później był szkoleniowcem m.in. Feyenoordu, z którym w 1993 roku zdobył mistrzostwo Holandii. W latach 2007–2008 pracował w Utrechcie. Jest ojcem jednego z DJ-ów z duetu W&W – Willema van Hanegema

## Sukcesy piłkarskie
- mistrzostwo Holandii 1969, 1971 i 1974
- Puchar Holandii 1970, 1971 i 1972
- Puchar Mistrzów 1970
- Puchar UEFA 1974
- Puchar Interkontynentalny 1970 z Feyenoordem Rotterdam
- Puchar Holandii 1981 z AZ Alkmaar

W reprezentacji Holandii od 1968 do 1979 roku rozegrał 52 mecze i strzelił 6 goli – wicemistrzostwo świata 1974 oraz brązowy medal mistrzostw Europy 1976.

## Sukcesy szkoleniowe
- mistrzostwo Holandii 1993 oraz Puchar Holandii 1994 i 1995 z Feyenoordem Rotterdam
- mistrzostwo Arabii Saudyjskiej 1996 z Al Hilal Rijad
- awans do Eredivisie w sezonie 1997–1998 z AZ Alkmaar